# Andrew Sean Greer

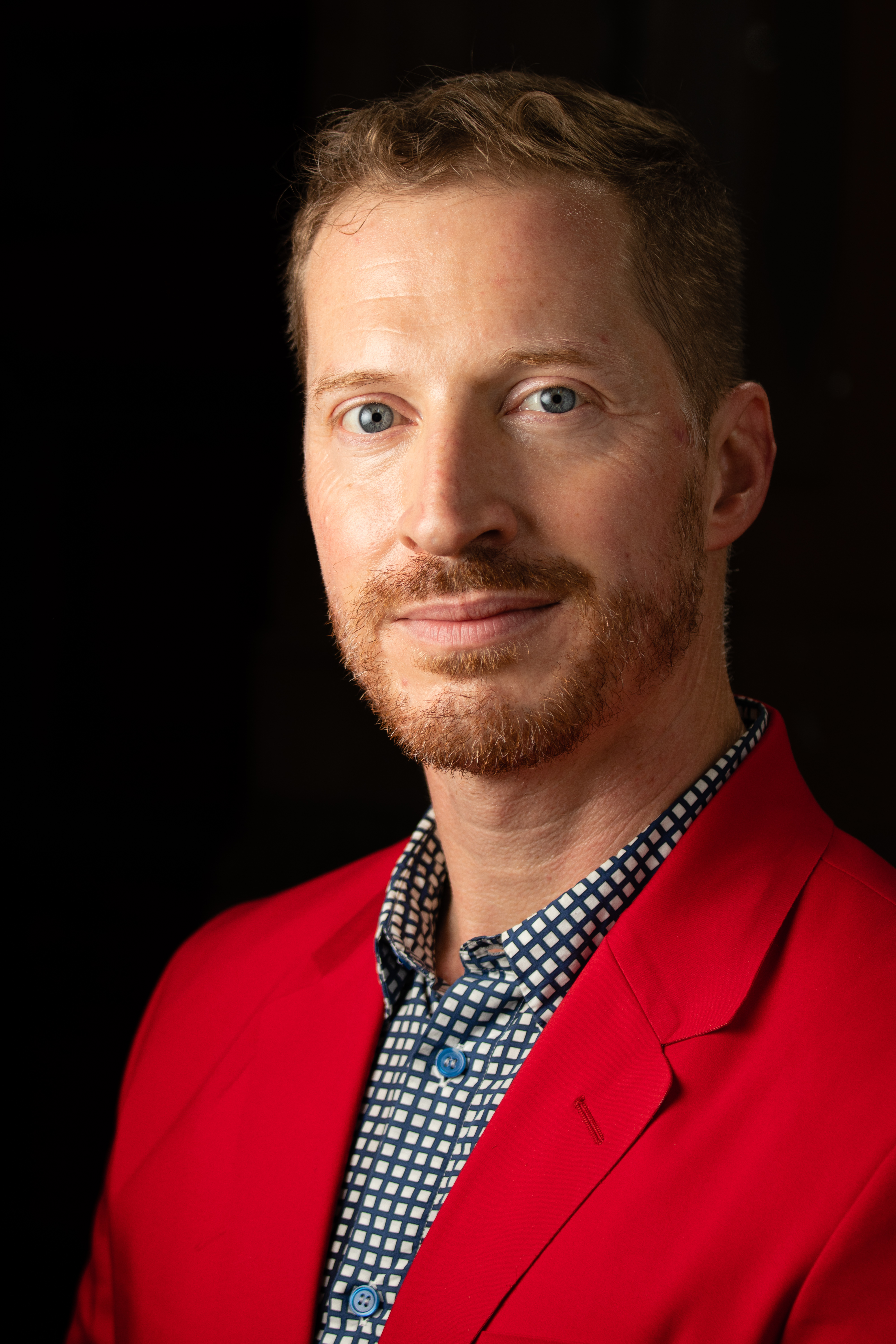
Andrew Sean Greer (2018)

Andrew Sean Greer (geboren 5. November 1970 in Washington, D.C.) ist ein US-amerikanischer Schriftsteller.

## Leben
Greer wurde 1970 in Washington, D.C. geboren und wuchs in einem Vorort von Washington auf; er hat einen eineiigen Zwillingsbruder. Greer studierte Creative Writing an der Brown University. Nach mehreren Jahren in New York, in denen er seinen Lebensunterhalt mit Gelegenheitsjobs verdiente, studierte er an der University of Montana und schloss mit einem Master of Fine Arts ab. Greer lebt mit seinem Ehemann in San Francisco.
2012/13 hatte Greer die Samuel-Fischer-Gastprofessur für Literatur am Peter-Szondi-Institut der Freien Universität Berlin inne.
Für Less erhielt Greer 2018 den Pulitzer Prize for Fiction.

## Werke

### Kurzgeschichten
- How it was for me, 2000

### Romane
- The Path of Minor Planets. 2001
  - Übers. Uda Strätling: Die Nacht des Lichts. S. Fischer Verlag, Frankfurt 2003, ISBN 978-3-596-15343-5.
- The Confessions of Max Tivoli. 2004
  - Übers. Uda Strätling: Die erstaunliche Geschichte des Max Tivoli. S. Fischer, 2005 ISBN 3-10-027815-1.
- The Story of a Marriage. 2008.
  - Übers. Uda Strätling: Geschichte einer Ehe. S. Fischer, 2009 ISBN 3-10-027818-6.
- The Impossible Lives of Greta Wells. 2013
- Less. 2017
  - Übers. Tobias Schnettler: Mister Weniger. S. Fischer, 2018 ISBN 978-3-10-397328-0.
- Less is Lost. Little, Brown, London 2022, ISBN 978-1-4087-1337-2.
  - Happy End : Roman. Übersetzung Charlotte Milsch. S. Fischer, 2023